# Rookies
Rookies is een Amerikaanse filmkomedie uit 1927 onder regie van Sam Wood. 

## Verhaal
De verwaande artiest Greg Lee gaat tijdens de Eerste Wereldoorlog tegen zijn zin in het leger. Daar krijgt hij het aan de stok met sergeant Diggs. Ze worden ook allebei verliefd op hetzelfde meisje.

## Rolverdeling
| Acteur           | Personage          |
| ---------------- | ------------------ |
| Karl Dane        | Sergeant Diggs     |
| George K. Arthur | Greg Lee           |
| Marceline Day    | Betty Wayne        |
| Louise Lorraine  | Zella Fay          |
| Frank Currier    | Rechter            |
| E.H. Calvert     | Kolonel            |
| Tom O'Brien      | Sergeant O'Brien   |
| Charles Sullivan | Korporaal Sullivan |
| Lincoln Stedman  | Sleepy             |
| Gene Stone       | Smarty             |